# 克利奧尼穆斯 (斯巴達)
克利奧尼穆斯，前四世紀到三世紀間人物。他是斯巴達亞基亞德世系的王族，是國王克里昂米尼二世的次子。他相當想要獲得王位。
前309年或前308年，克利奧尼穆斯並沒有從父親手上繼承王位，據稱他性情激烈且暴虐，斯巴達國王最後由他姪子阿萊烏斯一世繼承，因此這種情况下克利奧尼穆斯怨恨斯巴達人的遠因，最後他因妻子外遇，憤而引進皮洛士入侵斯巴達。

## 遠征意大利
為了幫助大希臘城邦塔蘭托對抗盧查尼爾人，前303年在斯巴達政府支援下克利奧尼穆斯以雇傭兵統帥的身份來到南義大利。對於克利奧尼穆斯遠征的記載，史料有兩種截然不同的描述，其一是西西里的狄奧多羅斯，另一份是李維的記載，但這兩份史料的關聯不清楚。歷史學者Thomas Lenschau猜測這是因為克利奧尼穆斯的遠征有兩次，狄奧多羅斯所描述的遠征發生在前303年，而李維的則是前302年。
根據狄奧多羅斯，克利奧尼穆斯在義大利率領的軍隊規模龐大，這使得盧查尼爾人立即簽訂和約。之後，克利奧尼穆斯占領（Metaponto），並航向克基拉島，迅速佔領這座島嶼。得知塔蘭托與其他城邦與他決裂後，他率兵返回攻擊，並在初期攻勢相當成功。但接著他遭到夜襲，損失非常慘重，同時他許多的船隻因遭到暴風襲擊而喪失，他被迫於前303年或前302年返回克基拉島.。
大約在隔年，前302年的時候，克利奧尼穆斯再度返回義大利。根據李維記載，他首先攻陷圖里亞（Thuriae），目前不確定這座城市所在於哪裡，但羅馬的軍隊逼迫他撤回到他的艦隊上。接著他航向北方的亞得里亞海，來到北義大利維尼蒂人（Veneti）居住的濱海登陸，並從布倫塔河（Brenta）河口出發，往上逆流到今日帕多瓦附近，洗劫當地的村落。但是他最後遭到當地人擊敗，損失非常慘重，據稱他五分之四的船隻被摧毀，克利奧尼穆斯被迫離開帕多瓦一帶，然而不知道他如何結束這段遠征.。

## 覬覦斯巴達王位
下次史書提到克利奧尼穆斯時已經是前293年了，那時他似乎已經回到斯巴達，並被派到波奧蒂亞，去支援當地人抵抗德米特里一世，但得米特里一世率領軍隊到來克利奧尼穆斯就撤退了。
後來克利奧尼穆斯逐漸上了年紀，他娶了漂亮的契洛妮斯（Chilonis）作為他第二任妻子。契洛妮斯她是列奧提西達斯（Leotychidas）的女兒，出身斯巴搭另外一支王族歐里龐提德世系。然而，契洛妮斯她卻愛上了阿萊烏斯一世的兒子阿克羅塔都斯（Acrotatus），深深感受到侮辱的克利奧尼穆斯氣憤地離開斯巴達，並在前272年向皮洛士勸誘，希望他能幫助自己奪取斯巴達王位。皮洛士答應請求，很自信能輕易奪下斯巴達城，但在斯巴達圍城戰時斯巴達人堅強抵抗，甚至連女人都參與保衛城市的戰鬥，他們成功抵擋住皮洛士的入侵。這時皮洛士收到阿戈斯的請求，因此皮洛士撤回他攻擊斯巴達的軍隊，在這之後並沒有提到克利奧尼穆斯的一切。

## 腳註
1. ↑  普魯塔克, Pyrrhus 26
2. ↑  Thomas Lenschau, RE XI 1, col. 732
3. ↑  西西里的狄奧多羅斯, Bibliotheca historica 20.104-105
4. ↑  李維, Ab urbe condita 10.2
5. ↑  普魯塔克, Demetrius 39
6. ↑  普魯塔克, Pyrrhus 26sqq.; Historians History of the World, Editor: Henry Smith Williams vol. 4 pp. 512-13
7. ↑  Peter Green, Alexander to Actium p. 144

## 來源
- Thomas Lenschau: Kleonymos 3). In: Realencyclopädie der Classischen Altertumswissenschaft(RE), vol. XI 1 (1921), col. 730-732.

## 外部連結
- Cleonymus